# XXIII dinastia egípcia
A XXIII dinastia egípcia contem várias linhagens de faraós reinando, às vezes ao mesmo tempo, em Tebas, Hermópolis, Leontópolis e Tânis.

## Lista de faraós
Ordem: Nome de batismo, (nome do cartucho, nome escolhido pelo faraó para reinar) – data aproximada do reinado (ainda há muita divergência)
- Pedubast I – 828 - 803 a.C.[3]
- Osocor III[4] – 777 - 749 a.C.[5]
- Peftjau-awybast, (Neferkare) – 740 - 725 a.C.[6]